# Культи, Никлас
Никлас Культи (швед. Nicklas Kulti; род. 22 апреля 1971, Стокгольм) — шведский профессиональный теннисист и теннисный тренер, экс-чемпион мира ITF среди юношей. Победитель 16 турниров АТР (3 — в одиночном разряде), двукратный финалист турниров Большого шлема в мужском парном разряде, двукратный обладатель Кубок Дэвиса (1997, 1998) со сборной Швеции.

## Спортивная карьера

### Первые годы
Никлас Культи обратил на себя внимание как теннисист, ещё выступая в юниорском туре. Он стал финалистом юношеского Открытого чемпионата США в 1988 году (проиграв Николасу Перрейре из Венесуэлы), а на следующий год выиграл на этом уровне Открытый чемпионат Австралии и Уимблдонский турнир, в США вновь добравшись до финала. 1989 год Культи закончил на первом месте в юниорском рейтинге ITF.
К этому моменту Культи уже выступал в профессиональных теннисных турнирах, в 1988 году записав в свой актив победы над игроками первой сотни мирового рейтинга Лосоном Данканом, Патриком Кюненом и Серхио Касалем и став в ноябре финалистом турнира класса ATP Challenger в Хельсинки. В начале 1989 года он не только выиграл Открытый чемпионат Австралии среди юношей, но и в основном турнире дошёл до третьего круга, а летом на Открытом чемпионате Швеции, входящем в основной теннисный тур Гран-при (с 1990 года — АТР-тур), стал полуфиналистом. Во второй год своей профессиональной карьеры, в 1990 году, Культи достиг финала турнира основного тура в Праге; за сезон на его счету были победы над восьмой ракеткой мира Эмилио Санчесом (в Открытом чемпионате Франции) и четвёртой ракеткой мира Андре Агасси (в турнире высшей категории в Стокгольме).
В самом начале 1991 года Культи завоевал в австралийской Аделаиде свой первый титул в турнирах АТР-тура и к маю достиг в рейтинге 35-го места. В этом году он впервые сыграл за сборную Швеции в Кубке Дэвиса, принеся команде два очка в матче со сборной Филиппин. 1992 год был ознаменован для шведа сразу двумя победами в турнирах АТР в парном разряде — в марте в Копенгагене и в июле в Сан-Марино. Этого результата он добился, сыграв только в шести турнирах за год. В одиночном разряде Культи был намного активней и, хотя побед не добивался (лучшим результатом стал выход в четвертьфинал на «Ролан Гаррос» после выигрыша у шестой ракетки мира Майкла Чанга), по итогам сезона сохранил за собой место в первой сотне рейтинга. В январе 1993 года он во второй раз первенствовал в Аделаиде, в марте в супертурнире в Майами обыграл занимающего в рейтинге четвёртое место Бориса Беккера и к маю достиг в рейтинге высшей в своей одиночной карьере 34-й позиции. Год он закончил на 46-м месте в одиночном разряде.
Начиная с 1994 года, основные успехи Культи приходились на парный разряд, где с ним преимущественно выступал Магнус Ларссон. В апреле, начав путь наверх с квалификационной сетки, они выиграли турнир высшей категории в Монте-Карло, где по ходу переиграли пару Паул Хархёйс-Марк Вудфорд (на тот момент соответственно первая и седьмая ракетки мира в парах), а позже стали полуфиналистами Открытого чемпионата США, победив в третьем круге посеянных под первым номером Джонатана Старка и Байрона Блэка. Кроме того, Культи ещё дважды играл в парных финалах — с Микаэлем Тилльстрёмом, с которым делил тренера, в Открытом чемпионате Швеции, и с Ларсом-Андерсом Вальгреном в Куала-Лумпуре. По итогам сезона он занял 23-е место в парном рейтинге АТР, а их пара с Ларссоном стала 11-й. В следующем сезоне Культи играл преимущественно в «челленджерах», одержав в паре с Тилльстрёмом четыре победы, а на более высоком уровне лишь раз дошёл до финала, но это был финал Открытого чемпионата Франции. Этого успеха Культи и Ларссон добились, обыграв две пары из верхней половины посева — сначала Старка и Блэка, а затем Патрика Макинроя и Джима Грабба. В финале, однако, их в трёх сетах остановила вторая пара турнира — Паул Хархёйс и Якко Элтинг из Нидерландов.

### Пик карьеры (1996—1998)
В 1996 году основным партнёром Культи на корте был Юнас Бьоркман. Вместе они за год участвовали в пяти финалах, в том числе в турнире высшей категории в Монте-Карло (ещё в одном с Культи играл Петер Нюборг), и выиграли два турнира АТР, включая престижный чемпионат Европейского сообщества в Антверпене. На Открытом чемпионате Франции и Уимблдоне шведская пара дошла до четвертьфинала, оба раза проиграв лидерам мировой парной иерархии — австралийцам Вудбриджу и Вудфорду. По итогам сезона Бьоркман и Культи заняли восьмое место в списке сильнейших пар мира и приняли участие в чемпионате мира АТР — итоговом турнире года, где, однако, не сумели выйти из отборочной группы. В одиночном разряде Культи после трёхлетнего перерыва дважды за год дошёл до финала в турнирах АТР, завоевав свой третий титул на травяных кортах Халле, где начал турнир с квалификации, а в финале нанёс поражение пятой ракетке мира Евгению Кафельникову. В рядах сборной Швеции Культи выиграл свои встречи в матчах с бельгийцами и индийцами, но не смог принести команде очки в полуфинале против команды Чехии. Несмотря на это, шведы пробились в финал, где им противостояла сборная Франции. При счёте 2:2, в пятой решающей игре Культи пришлось заменить травмированного Стефана Эдберга. Ему удалось навязать равную борьбу 33-й ракетке мира Арно Бёчу за счёт смелых выходов к сетке и точных ударов с острых углов, но француз сумел взять верх в пятисетовом поединке, отыграв три матч-бола на своей подаче в последнем сете, который он выиграл со счётом 10-8, и принести Кубок Дэвиса своей команде.
За 1997 год Культи четыре раза играл в финалах турниров высокого ранга — трижды с Бьоркманом и один раз с Тилльстрёмом — и завоевал с ними по одному титулу. Как и за год до этого, они с Бьоркманом дошли до четвертьфинала на Уимблдоне, вновь проиграв там Вудбриджу и Вудфорду, а затем на Открытом чемпионате США пробились в финал, где их остановили Кафельников и чех Даниэль Вацек. После Открытого чемпионата США Культи занял в парном рейтинге АТР 11-е место — высшее в карьере. В Кубке Дэвиса шведская сборная при участии Культи второй год подряд вышла в финал, где всухую обыграла команду США. В этом сезоне Культи, выступая в паре с Тилльстёмом и Бьоркманом, выиграл все четыре своих парных встречи в Кубке Дэвиса. 1998 год принёс ему ещё два парных титула (оба с Тилльстрёмом) в трёх финалах, а в Кубке Дэвиса они с Бьоркманом снова не потерпели ни одного поражения, выиграв три встречи и завоевав с командой Швеции этот трофей во второй раз подряд.

### Завершение игровой и начало тренерской карьеры
В 1999 году Культи, не завоевав ни одного титула, тем не менее трижды играл в финалах турниров АТР — дважды в парах и один раз в одиночном разряде, попав в основную сетку в Халле как «счастливый неудачник», но затем обыграв по пути в финал двух соперников из Top-20 одиночного рейтинга (Томми Хааса и Карлоса Мойю). Кроме того, они с Тилльстрёмом пробились в полуфинал на Открытом чемпионате Франции, где их путь пересекла сильнейшая пара мира Махеш Бхупати-Леандер Паес. Ещё один финал на счету Культи был в командном турнире — на этот раз не в Кубке Дэвиса, где двукратные обладатели трофея уже в первом круге сенсационно проиграли на родном корте словакам, уступив во всех трёх первых одиночных встречах, а в прошедшем вскоре после этого поражения командном Кубке мира в Дюссельдорфе. В этом финале Бьоркман и Культи проиграли решающую встречу при счёте 1:1 одной из сильнейших пар мира — австралийцам Сэндону Столлу и Патрику Рафтеру.
2000 год стал последним, в котором Культи выигрывал турниры АТР, но зато таких побед у него за год было сразу четыре. Три из них Культи одержал с Тилльстрёмом, а последний титул в карьере на турнире высшей категории в Париже ему помог завоевать белорус Максим Мирный. Культи и Тилльстём отметились также выходом в полуфинал на Уимблдонском турнире, победив две пары из верхней половины посева, но затем проиграв возглавлявшим рейтинг Вудбриджу и Вудфорду. Год Культи закончил на 15-м месте в парном рейтинге, а их пара с Тилльстрёмом заняла в общей иерархии девятое место.
В феврале 2001 года в матче Кубка Дэвиса Культи повредил правую ногу, а в марте усугубил травму, покинув корт вплоть до Открытого чемпионата Франции, где дошёл до четвертьфинала в паре с Микаэлем Льодра. В августе было объявлено о предстоящей ему операции, которая не позволит ему вернуться в профессиональный тур три-четыре месяца; однако в действительности Культи не вернулся на корт и после этого, завершив игровую карьеру. В дальнейшем Культи стал теннисным тренером, открыв в Швеции школу Good to Great Tennis Academy вместе с Тилльстрёмом и Магнусом Норманом; среди воспитанников этой академии были Григор Димитров и Станислас Вавринка.

## Положение в рейтинге в конце сезона
| Разряд           | 1988 | 1989 | 1990 | 1991 | 1992 | 1993 | 1994 | 1995 | 1996 | 1997 | 1998 | 1999 | 2000 |
| ---------------- | ---- | ---- | ---- | ---- | ---- | ---- | ---- | ---- | ---- | ---- | ---- | ---- | ---- |
| Одиночный разряд | 176  | 118  | 51   | 80   | 79   | 46   | 99   | 165  | 64   | 154  | 290  | 118  | 421  |
| Парный разряд    | 484  | 271  | 206  | 592  | 213  | 489  | 23   | 50   | 16   | 16   | 38   | 37   | 15   |

## Финалы турниров за карьеру
| Результат | №  | Дата            | Турнир              | Покрытие | Соперник в финале   | Счёт в финале  |
| --------- | -- | --------------- | ------------------- | -------- | ------------------- | -------------- |
| Поражение | 1. | 12 августа 1990 | Прага, Чехия        | Грунт    | Хорди Арресе        | 6-7, 6-7       |
| Победа    | 1. | 6 января 1991   | Аделаида, Австралия | Хард     | Михаэль Штих        | 6-3, 1-6, 6-2  |
| Победа    | 2. | 10 января 1993  | Аделаида (2)        | Хард     | Кристиан Бергстрём  | 3-6, 7-5, 6-4  |
| Поражение | 2. | 7 марта 1993    | Копенгаген, Дания   | Ковёр(i) | Андрей Ольховский   | 5-7, 6-3, 2-6  |
| Поражение | 3. | 5 мая 1996      | Атланта, США        | Грунт    | Карим Алами         | 3-6, 4-6       |
| Победа    | 3. | 23 июня 1996    | Халле, Германия     | Трава    | Евгений Кафельников | 6-75, 6-3, 6-4 |
| Поражение | 4. | 13 июня 1999    | Халле               | Трава    | Николас Кифер       | 3-6, 2-6       |

| Легенда                       |
| ----------------------------- |
| Большой шлем (0-2)            |
| Чемпионат мира ATP (0-0)      |
| АТР Super 9 (2-1)             |
| ATP Championship Series (2-2) |
| ATP World (9-7)               |

| Результат | №   | Дата             | Турнир                             | Покрытие | Партнёр              | Соперники в финале                    | Счёт в финале   |
| --------- | --- | ---------------- | ---------------------------------- | -------- | -------------------- | ------------------------------------- | --------------- |
| Победа    | 1.  | 8 марта 1992     | Копенгаген, Дания                  | Ковёр(i) | Магнус Ларссон       | Хендрик Ян Давидс Либор Пимек         | 6-3, 6-4        |
| Победа    | 2.  | 2 августа 1992   | Сан-Марино                         | Грунт    | Микаэль Тилльстрём   | Кристиан Бранди Федерико Мордеган     | 6-2, 6-2        |
| Победа    | 3.  | 24 апреля 1994   | Монте-Карло, Монако                | Грунт    | Магнус Ларссон       | Даниэль Вацек Евгений Кафельников     | 3-6, 7-6, 6-4   |
| Поражение | 1.  | 10 июля 1994     | Открытый чемпионат Швеции, Бостад  | Грунт    | Микаэль Тилльстрём   | Ян Апелль Юнас Бьоркман               | 2-6, 3-6        |
| Поражение | 2.  | 2 октября 1994   | Куала-Лумпур, Малайзия             | Ковёр(i) | Ларс-Андерс Вальгрен | Паул Хархёйс Якко Элтинг              | 0-6, 5-7        |
| Поражение | 3.  | 11 июня 1995     | Открытый чемпионат Франции, Париж  | Грунт    | Магнус Ларссон       | Паул Хархёйс Якко Элтинг              | 7-6, 4-6, 1-6   |
| Победа    | 4.  | 25 февраля 1996  | Антверпен, Бельгия                 | Ковёр(i) | Юнас Бьоркман        | Менно Остинг Евгений Кафельников      | 6-4, 6-4        |
| Поражение | 4.  | 31 марта 1996    | Санкт-Петербург, Россия            | Ковёр(i) | Петер Нюборг         | Евгений Кафельников Андрей Ольховский | 3-6, 4-6        |
| Победа    | 5.  | 14 апреля 1996   | Открытый чемпионат Индии, Нью-Дели | Хард     | Юнас Бьоркман        | Байрон Блэк Сэндон Столл              | 4-6, 6-4, 6-4   |
| Поражение | 5.  | 28 апреля 1996   | Монте-Карло                        | Грунт    | Юнас Бьоркман        | Ян Симеринк Эллис Феррейра            | 6-2, 3-6, 2-6   |
| Поражение | 6.  | 4 августа 1996   | Лос-Анджелес, США                  | Хард     | Юнас Бьоркман        | Мариус Барнард Пит Норвал             | 5-7, 2-6        |
| Поражение | 7.  | 18 августа 1996  | Нью-Хейвен, США                    | Хард     | Юнас Бьоркман        | Байрон Блэк Грант Коннелл             | 4-6, 4-6        |
| Победа    | 6.  | 4 мая 1997       | Атланта, США                       | Грунт    | Юнас Бьоркман        | Келли Джонс Скотт Дэвис               | 6-2, 7-6        |
| Победа    | 7.  | 13 июля 1997     | Открытый чемпионат Швеции          | Грунт    | Микаэль Тилльстрём   | Магнус Густафссон Магнус Ларссон      | 6-0, 6-3        |
| Поражение | 8.  | 17 августа 1997  | Индианаполис, США                  | Хард     | Юнас Бьоркман        | Майкл Теббатт Микаэль Тилльстрём      | 3-6, 2-6        |
| Поражение | 9.  | 7 сентября 1997  | Открытый чемпионат США, Нью-Йорк   | Хард     | Юнас Бьоркман        | Даниэль Вацек Евгений Кафельников     | 6-7, 3-6        |
| Победа    | 8.  | 15 февраля 1998  | Санкт-Петербург                    | Ковёр(i) | Микаэль Тилльстрём   | Мариус Барнард Брент Хайгарт          | 3-6, 6-3, 7-6   |
| Поражение | 10. | 3 мая 1998       | Прага, Чехия                       | Грунт    | Фредрик Берг         | Уэйн Артурс Эндрю Кратцман            | 1-6, 1-6        |
| Победа    | 9.  | 15 ноября 1998   | Стокгольм, Швеция                  | Хард(i)  | Микаэль Тилльстрём   | Петер Нюборг Брент Хайгарт            | 7-5, 3-6, 7-5   |
| Поражение | 11. | 11 июля 1999     | Открытый чемпионат Швеции (2)      | Грунт    | Микаэль Тилльстрём   | Дэвид Адамс Джефф Таранго             | 6-76, 4-6       |
| Поражение | 12. | 19 сентября 1999 | Борнмут, Великобритания            | Грунт    | Михаэль Кольманн     | Дэвид Адамс Джефф Таранго             | 3-6, 7-65, 6-75 |
| Победа    | 10. | 30 апреля 2000   | Барселона, Испания                 | Грунт    | Микаэль Тилльстрём   | Сэндон Столл Паул Хархёйс             | 6-2, 6-72, 7-65 |
| Победа    | 11. | 18 июня 2000     | Халле, Германия                    | Трава    | Микаэль Тилльстрём   | Махеш Бхупати Давид Приносил          | 7-64, 7-64      |
| Победа    | 12. | 16 июля 2000     | Открытый чемпионат Швеции (2)      | Грунт    | Микаэль Тилльстрём   | Андреа Гауденци Диего Наргисо         | 4-6, 6-2, 6-3   |
| Победа    | 13. | 19 ноября 2000   | Париж, Франция                     | Хард(i)  | Максим Мирный        | Даниэль Нестор Паул Хархёйс           | 6-4, 7-5        |

| Результат | №  | Год  | Турнир                  | Команда                                                 | Соперники в финале                                        | Счёт |
| --------- | -- | ---- | ----------------------- | ------------------------------------------------------- | --------------------------------------------------------- | ---- |
| Поражение | 1. | 1996 | Кубок Дэвиса, Мальмё    | Швеция Ю. Бьоркман, Н. Культи, С. Эдберг, Т. Энквист    | Франция А. Бёч, С. Пьолин, Г. Рау, Г. Форже               | 2-3  |
| Победа    | 1. | 1997 | Кубок Дэвиса, Гётеборг  | Швеция Ю. Бьоркман, Н. Культи, М. Ларссон               | США Т. Мартин, П. Сампрас, Дж. Старк, М. Чанг             | 5-0  |
| Победа    | 2. | 1998 | Кубок Дэвиса, Милан     | Швеция Ю. Бьоркман, М. Густафссон, Н. Культи, М. Норман | Италия А. Гауденци, Д. Наргисо, Дж. Поцци, Д. Сангвинетти | 4-1  |
| Поражение | 2. | 1999 | Кубок мира, Дюссельдорф | Швеция · Ю. Бьоркман, Н. Культи, Т. Энквист             | Австралия · П. Рафтер, С. Столл, М. Филиппуссис           | 1-2  |

## Личная жизнь
Уроженец  Стокгольма Никлас Культи, как многие другие ведущие теннисисты, долгое время жил в «налоговом раю»  Монте-Карло. Однако он вернулся в Швецию, прожив в Монако семь лет, и поселился в стокгольмском районе Бромма. Это было связано с тем, что подруга Никласа, Малин, родила ему дочь Микаэлу. Крестным отцом родившейся в марте 1998 года Микаэлы стал другой шведский теннисист — Томас Энквист.